# گرمان ویا
گرمان ویا (انگلیسی: Germán Villa؛ زادهٔ ۲ آوریل ۱۹۷۳) یک بازیکن فوتبال بازنشسته اهل مکزیک است. 
از باشگاه‌هایی که در آن بازی کرده‌است می‌توان به اسپانیول اشاره کرد.
وی همچنین در تیم ملی فوتبال مکزیک بازی کرده و در جام‌های جهانی ۱۹۹۸ و ۲۰۰۲ به میدان رفته است.